# Xanthina plumicauda
Xanthina plumicauda är en tvåvingeart som beskrevs av Aldrich 1902. Xanthina plumicauda ingår i släktet Xanthina och familjen styltflugor. Inga underarter finns listade i Catalogue of Life.